# Acácio da Silva
Acácio da Silva Mora (Montalegre, 2 de enero de 1961) fue un ciclista portugués, profesional entre los años 1982 y 1994, durante los cuales logró 39 victorias.
Su mejor resultado en una Gran Vuelta lo logró en el Giro de Italia 1986, al finalizar 7.º.
En el Tour de Francia 1989 llevó el maillot amarillo de líder durante cuatro días.
En la Vuelta ciclista a España 1991 se hizo con la clasificación de los sprints especiales.

## Palmarés
| 1980 - Flèche du Sud 1984 - 1 etapa del Giro del Trentino - Coppa Placci 1985 - 1 etapa de la Tirreno-Adriático - 1 etapa del Tour de Romandía - 1 etapa de la Vuelta a Suiza - 2 etapas del Giro de Italia - Coppa Agostoni - Giro d'Emilia 1986 - Campeonato de Portugal en Ruta - Campeonato de Zúrich - 2 etapas del Giro de Italia | 1987 - Hegiberg-Rundfahrt - 1 etapa del Tour de Francia 1988 - 1 etapa de la Vuelta a Suiza - 1 etapa del Dauphiné Libéré - 1 etapa del Tour de Francia - Trofeo Luis Puig 1989 - 1 etapa del Giro de Italia - 1 etapa del Tour de Francia 1991 - Clasificación de los sprints especiales de la Vuelta a España |

## Resultados en las Grandes Vueltas
| Carrera         | 1982 | 1983 | 1984 | 1985 | 1986 | 1987 | 1988 | 1989 | 1990 | 1991  | 1992 | 1993 |
| --------------- | ---- | ---- | ---- | ---- | ---- | ---- | ---- | ---- | ---- | ----- | ---- | ---- |
| Giro de Italia  | 78.º | 97.º | 23.º | 33.º | 7.º  | -    | -    | 48.º | 49.º | 57.º  | 46.º | 73.º |
| Tour de Francia | -    | -    | -    | -    | 82.º | 64.º | 92.º | 84.º | 44.º | 108.º | 61.º | -    |
| Vuelta a España | -    | -    | -    | -    | -    | Ab.  | 38.º | -    | -    | 65.º  | -    | 64.º |